# Карабаський сільський округ
Караба́ський сільський округ (каз. Қарабас ауылдық округі, рос. Карабасский сельский округ) — адміністративна одиниця у складі Бескарагайського району Абайської області Казахстану. Адміністративний центр — село Карабас.
Населення — 1494 особи (2021; 2235 у 2009, 3146 у 1999, 3875 у 1989).
Станом на 1989 рік існувала Семеновська сільська рада (села Донгелек, Ондіріс, Семеновка, Семеновське лісничество). До 2011 року округ називався Семеновським.

## Склад
До складу округу входять такі населені пункти:
| Населений пункт                 | Старі назви | Населення, осіб (1989) | Населення, осіб (1999) | Населення, осіб (2009) | Населення, осіб (2021) |
| ------------------------------- | ----------- | ---------------------- | ---------------------- | ---------------------- | ---------------------- |
| Карабас, село                   | Семеновка   | 2387                   | 2136                   | 1424                   | 938                    |
| --Донгелек, село                | -           | 106                    | -                      | -                      | 6                      |
| --Семеновське лісничество, село | -           | 277                    | -                      | -                      | 8                      |
| Ондіріс, село                   | -           | 1105                   | 1010                   | 811                    | 542                    |